# Rheinau (Svizzera)
Rheinau (toponimo tedesco) è un comune svizzero di 1 302 abitanti del Canton Zurigo, nel distretto di Andelfingen.

## Monumenti e luoghi d'interesse

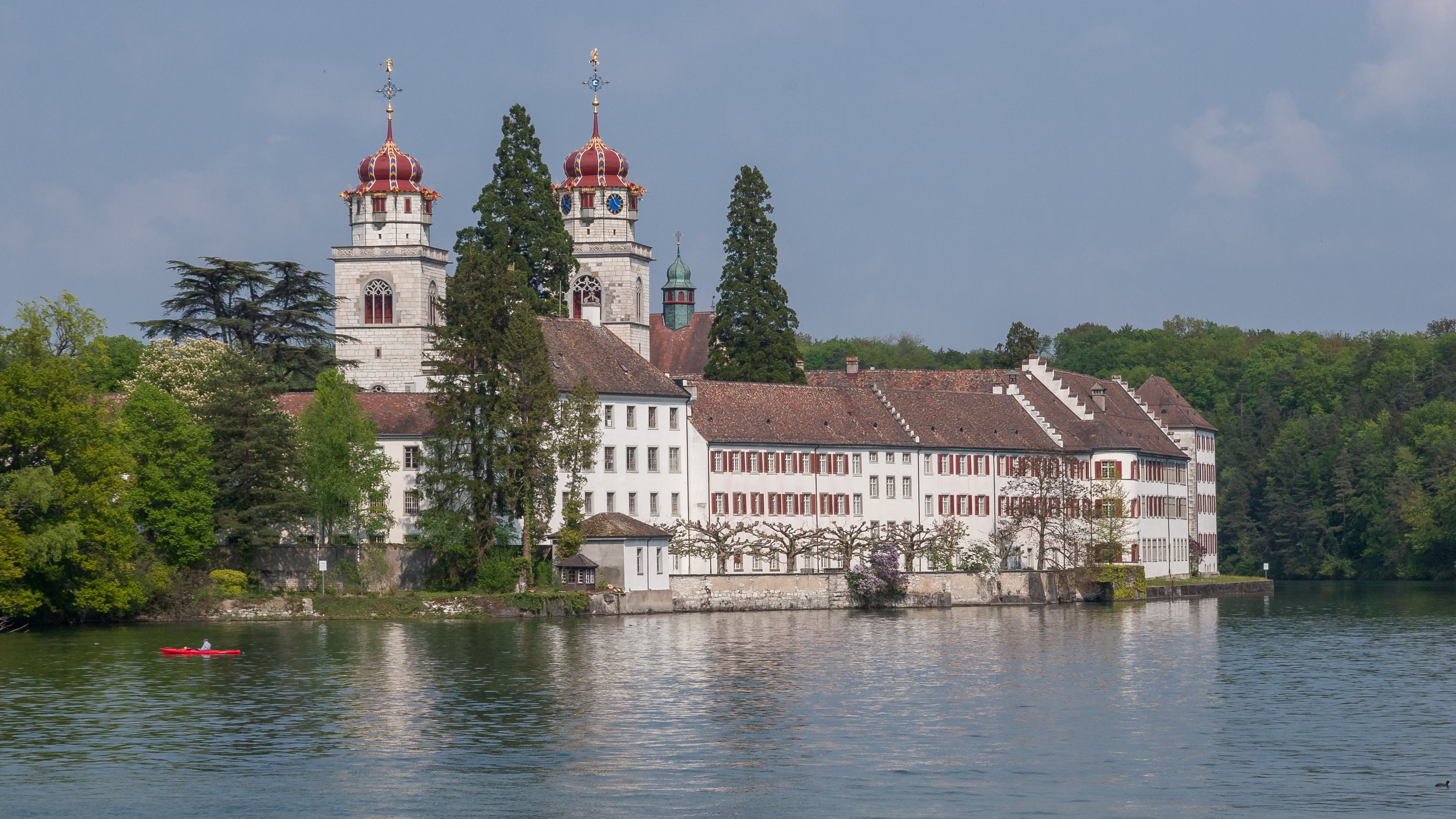
Abbazia di Rheinau

- Chiesa paritaria di San Nicolao (Bergkirche), attestata dal 1243[1];
- Abbazia di Rheinau, fondata nel 778, con chiesa abbaziale eretta nel 1705-1710 da Franz Beer[1][2].

## Società

### Evoluzione demografica
L'evoluzione demografica è riportata nella seguente tabella:
Abitanti censiti

## Infrastrutture e trasporti
Rheinau è stato servito fino al 2010 dalla stazione di Altenburg-Rheinau sulla ferrovia Eglisau-Neuhausen.

## Amministrazione
Ogni famiglia originaria del luogo fa parte del cosiddetto comune patriziale e ha la responsabilità della manutenzione di ogni bene ricadente all'interno dei confini del comune.